# Billy Owens
Billy Eugene Owens (ur. 1 maja 1969 w Carlisle) – amerykański koszykarz, występujący na pozycjach obrońcy oraz skrzydłowego.
W 1988 wystąpił w meczu gwiazd amerykańskich szkół średnich - McDonald’s All-American.

## Osiągnięcia
Na podstawie, o ile nie zaznaczono inaczej.
NCAA
- Uczestnik rozgrywek:
  - Elite Eight turnieju NCAA (1989)
  - Sweet Sixteen (1989, 1990)
  - turnieju NCAA (1989–1991)
- Mistrz sezonu regularnego konferencji Big East (1990, 1991)
- Zawodnik Roku Konferencji Big East (1991)[3]
- Zaliczony do:
  - I składu All-American (1991)
  - III składu All-American (1990 przez NABC, UPI)
- MVP turnieju Maui Invitational (1991)

NBA
- Zaliczony do I składu debiutantów NBA (1992)[4]

Reprezentacja
- Wicemistrz:
  - Ameryki (1989)[5]
  - Igrzysk Dobrej Woli (1990)[6]
- Brązowy medalista mistrzostw świata (1990)[7]